# 五島勉
五島 勉（ごとう べん、1929年〈昭和4年〉11月17日 - 2020年〈令和2年〉6月16日）は、日本の作家・ルポライター。1973年に社会不安とメディアの作品への扱い方を背景として、1960年代生まれから以降の幼少世代を中心に「1999年7月に世界滅亡」を信じる者が続出し、日本国内に未来への悲観的影響を与えた『ノストラダムスの大予言』を書いたことで知られる。

## 人物・来歴
北海道函館市出身。正教徒の家庭に生まれる。本名は後藤 力（ごとう つとむ）。旧制函館中学校（現・北海道函館中部高等学校）から第二高等学校へ進み、後の弁護士・遠藤誠と知り合う。東北大学法学部卒業。大学在学中、小遣い稼ぎにポルノ小説を書いて雑誌に投稿し、文筆家の道に入る。大学卒業後は『微笑』『女性自身』など女性週刊誌でアンカーマンとして活動。体力の問題から走り回る取材が難しくなったため大衆小説家への転身を図り、1963年（昭和38年）から1964年（昭和39年）にかけて『小説・死のF104』『BGスパイ』の二作を刊行したが不人気だったので、『女性自身』時代から最も得意としていたオカルト記事の執筆を専門とするようになった。1972年（昭和47年）に海潮社より発表した『近親相愛』では近親相姦について取り扱っていた。また、1973年（昭和48年）に倉田 英乃介（くらた ひでのすけ）の別筆名で出版した『コイン利殖入門』という著書もあった。

### 『ノストラダムスの大予言』
五島が祥伝社の伊賀弘三良に「10人の預言者を扱った企画」を持ち込んだところ、伊賀がノストラダムス1本に決定。これを受け、五島は1973年（昭和48年）に『ノストラダムスの大予言』（祥伝社）を執筆。この本は、オイルショックや公害問題の顕在化による社会不安を背景に250万部の大ベストセラーとなり、映画化もされた。五島はこの本の印税により、石神井に土地を購入し、自宅を建てている。五島はこれに先立つ1970年（昭和45年）から1971年（昭和46年）、創価学会の提灯本と評される『池田大作という人 その素顔と愛と生き方』などを刊行していたため、『ノストラダムスの大予言』については、信者拡大のために終末論を必要としていた創価学会の思惑の反映と見なす向きがある一方、創価学会が信者獲得に利用したことはなかったという宮崎哲弥の指摘もある。
いずれにせよ「1999年人類滅亡」を喧伝したこの本は、ローマクラブの『成長の限界』や、第四次中東戦争による第一次オイルショックなどを背景として、漠然とした将来への不安やトラウマを抱いていた、当時の青少年を中心とする人々に衝撃を与えた。たとえば、地下鉄サリン事件など一連のテロ事件を起こしたオウム真理教は、五島が紹介した形でノストラダムスの大予言を信じ込んでいて、それが彼らの終末観を促進したという見方もある。後年同書にはフィクションも多数挿入されている事が判明して批判を受けることとなる。ちなみに日本で「百詩篇」の誤訳『諸世紀』が広まってしまったのも、五島勉に負うところが大きい。
『ノストラダムスの大予言』を境に、予言やオカルトに関する著書を量産するようになる。祥伝社からは四半世紀にわたって書き継がれた『大予言』シリーズのほか、ツングースカ大爆発、古代宇宙飛行士説、輪廻転生などに関する著書を刊行し、これらはまとめて「五島勉の『文明批評』シリーズ」と名付けられていた。
祥伝社のほか、青春出版社や光文社などからも予言関連書を刊行したが、それらにおいて予言者とされた人物は、エドガー・ケイシー、アドルフ・ヒトラー、聖徳太子、イソップ、アルバート・アインシュタイン、H.G.ウェルズなど、あまり予言者扱いされない人物も含め、多岐に渡る。ファティマの聖母やヨハネの黙示録などのように、予言として知名度の高いものも扱っているが、前者には従来の「3つの秘密」を超える「第4の予言」があったと言い、後者には「ハルマゲドン」を超える「ドラマゲドン」が隠されていると主張するなど、他では見られない特殊な主張が含まれている。その一方で、予言関連のテーマの中には、日月神示など、ほとんど、あるいは全く触れられてこなかったものもある。なお、五島は集英社社員の息子が社内でいじめを受け1988年（昭和63年）頃に退社したため、無職の息子を養う必要から延々と『大予言』シリーズを書き継いだと『噂の真相』では報じられた。
このほか、もともと小説家志望だった五島は『大予言』シリーズの商業的成功と引換に『危機の数は13』『超兵器戦争』など、ノストラダムスとは関係のない小説を何作も出版させているがほとんど売れず、1987年（昭和62年）を最後に小説執筆を断念。と学会がトンデモ小説として光を当てるまでは、取り立てて話題にはならなかった。1999年（平成11年）、と学会より日本トンデモ本大賞特別功労賞を授与された。と学会メンバー以外にも、酒見賢一のように、五島の著書をエンターテインメントとして評価する声もある。
予言ものを多く書いたが、確定的な滅亡論を印象付けた初期の関連書とは異なり、1980年代後半以降には、滅亡を回避できる可能性や、予言がもつ警告としての意義を強調するようになった。2004年（平成16年）頃に『封印作品の謎』の著者である安藤健二の取材を受けた際にも、この線に沿ったコメントを寄せている。その一方で、五島は自著に滅亡説を煽るような虚構を織りまぜていたことに批判が出ている点などに対しては、一度として真摯に向き合ったことがない。そうしたこともあって、彼の釈明は額面通りには受け止められていない。
「1999年人類滅亡」については、1999年（平成11年）7月1日付の朝日新聞（夕刊）の取材に対し、予言は警告であって人間の意志によって回避可能なものだったとした上で、心を痛めている読者がいる場合には謝罪したい旨コメントした。しかし、2000年（平成12年）末の『週刊朝日』の取材に対しては、NATO軍がユーゴスラビアの中国大使館を誤爆したことを引き合いに出し、外れていないと主張した。さらにアメリカ同時多発テロ事件が起こったあとは、恐怖の大王は2年ずれたが、あの事件の予言だったという主張で一貫させるようになった。なお、そこでは英国の解釈者エリカ・チータムの解釈を援用し、その解釈の正当性を主張することをしばしば行なっているが、その主張にも事実と反する点が散見されることが指摘されている。
かつてほどのペースではないものの、1999年（平成11年）以降も『やはり世界は予言で動いている・予言体系I［釈迦と日蓮］』（青萠堂、2004年）まではほぼ毎年のように著作を発表していた。その後、6年ぶりに『未来仏ミロクの指は何をさしているか』（青萠堂、2010年）を上梓し、『ムー』2010年8月号・9月号では関連するインタビュー記事に登場した。五島の『ムー』への登場は1981年（昭和56年）以来のことである。2012年（平成24年）、飛鳥昭雄との対談本である『予言・預言対談 飛鳥昭雄×五島勉』を刊行し、H.G.ウェルズの預言を題材にした次回作の構想について明かしている。その予告されていた著書は2013年（平成25年）4月に『H.G.ウェルズの予言された未来の記録』という題名で刊行された。
2020年（令和2年）6月16日に誤嚥性肺炎で死去。90歳没。その死は約1カ月後の7月21日に報道された。死去した直後には様々な著名人がコメントを寄せ、1966年生まれの大槻ケンヂは小学校から帰ると母親が「ケンちゃん1999年にみんな死ぬのよ！」と言っていたという過去を語り、ここまで書籍が信じられた背景に、1970年代当時は「書物に書いている事は全て事実、みたいな読書信仰があった」からと語っている。また1972年生まれの遊山直奇は『ノストラダムスの大予言』は1999年以前の子供たちには大きな影響力があり、自身も「27歳で死ぬんだ……」と本気で思っていたこと、現代人には笑いごとかもしれないが、当時は携帯電話もインターネットもないために信頼できる情報が乏しく、本当に恐怖していたことを語っている。

### 思想的傾向
一連のノストラダムスもので脚光を浴びた人物ではあるが、そのルポライターとしてのデビュー作は、『続・日本の貞操』（蒼樹社、1953年）であり、戦後間もない頃、駐留米軍による日本人女性に対する強姦事件が多発していた状況にも関わらず取り締まるべき日本の警察はまるで無力であったことや、駐留軍の性的慰安施設団体「特殊慰安施設協会」（RAA）、RAAで働く女性たちを殆ど拉致のように連れて来て働かせる暴力団の報告、RAAの閉鎖に伴い路上へ追い出された街娼の実態、警察予備隊の発足に伴う当時の日本の再軍備化に警鐘を鳴らす内容のものであった。
倒語社版の「まえがき」で、強姦された女性たちに対する哀悼の念を表すると同時に、こうした性的非行を行った駐留軍、なかんずくユダヤ・キリスト教勢力に対する日本再侵略への警戒心も書いている。一連のノストラダムス本にも強く見られるように、五島の著書には反ユダヤ主義（ユダヤ陰謀論）傾向が初期から見られる。
『日本・原爆開発の真実』（2001年、祥伝社）pp.198-199では「私は今の憲法には、こまかい点で不備がいっぱいあると思っている。しかしそれを越えて、『（純粋な自衛以外の）戦争はいっさいしない』。この九条の理念は守りぬくべきもの。もしそこを変えたら、とたんにアメリカの意のまま、アジア大戦や中東大戦やミサイル大戦に駆り出される危険が待っているだけ」、「（護憲論への）非難者や嘲笑者・恐喝者たちは、即位の式典で『憲法を守る』と二度はっきり宣言した天皇をも、嘲笑し脅していることになるだろう」と述べ、護憲論者としての立場を明らかにしている。

## 著作

### 単著
- 『アメリカへの離縁状』拓文館、1956年4月。
- 『禁じられた地帯』知性社、1958年。
- 『サラリーマン研究』文芸評論新社、1958年。
- 『白のSEX』青春出版社、1958年。
- 『東京の貞操』青春出版社、1958年。
- 『死のF104』アサヒ芸能出版〈平和新書〉、1963年。
- 『BGスパイ　デパートを燃やせ』芸文社〈芸文新書. アクション・シリーズ〉、1964年。
- 『危機の数は13』芸文社〈芸文新書〉、1966年。
- 『現代の英雄　日本が狭すぎる5人の男』大和書房〈ペンギン・ブックス〉、1968年。
  - 『現代の英雄　日本が狭すぎる五人の男』大和書房〈ダイワブックス〉、1970年。
- 『（秘）東京ローズ残酷物語　ある女スパイと太平洋戦争』ノーベル書房、1969年。
  - 『東京ローズの戦慄』光潮社、1973年。 - ノーベル書房刊『東京ローズ残酷物語』の改題。
- 『生命の若者たち　池田会長と一千万人の記録』大和書房、1970年。
- 『愛のパズル　異性はあなたに何を求めているか』大和書房〈ダイワブックス〉、1971年。
- 『池田大作という人　その素顔と愛と生き方』若木書房、1971年。
- 『近親相愛』海潮社〈Kaicho books〉、1972年。
- 倉田英乃介『コイン利殖入門　暴騰をつづける価値の収集』青春出版社〈プレイブックス〉、1973年。
- 『ノストラダムスの大予言　迫りくる1999年7の月，人類滅亡の日』祥伝社(出版) 小学館(発売)〈ノン・ブック〉、1973年。
- 『宇宙人謎の遺産　彼らこそ地球文明の影の支配者だ』祥伝社(出版) 小学館(発売)〈ノン・ブック〉、1975年。
  - 『宇宙人謎の遺産　彼らこそ地球文明の影の支配者だ』祥伝社〈ノン・ポシェット〉、1988年7月。ISBN 4-396-31018-8。
  - 『宇宙人謎の遺産　彼らこそ地球文明の影の支配者だ』祥伝社〈ノン・ブック 愛蔵版〉、1990年4月。ISBN 4-396-50014-9。
- 『カバラの呪い』祥伝社(出版) 小学館(発売)〈ノン・ノベル〉、1976年。
  - 『カバラの呪い　長編恐怖推理小説』祥伝社〈ノン・ポシェット〉、1986年2月。ISBN 4-396-32012-4。
- 『ツングース恐怖の黙示　遥か原爆以前に，突如，起きた核爆発の謎』祥伝社(出版) 小学館(発売)〈ノン・ブック〉、1977年1月。
  - 『狙われた地球　新版・ツングース恐怖の黙示』祥伝社〈ノン・ポシェット〉、1990年5月。ISBN 4-396-31026-9。 - 五島(1977a)の改題。
- 『運命周期律　あなたを支配する謎の正体』青春出版社〈プレイブックス〉、1977年8月。
- 『超兵器戦争』祥伝社(出版) 小学館(発売)〈ノン・ノベル〉、1978年4月。
  - 『超兵器戦争』双葉社〈双葉文庫〉、1984年7月。
- 『カルマの法則　生命転生の秘密 あなたは死後どうなるか』祥伝社(出版) 小学館(発売)〈ノン・ブック〉、1978年7月。
  - 『カルマの法則　生命転生の秘密 あなたは死後どうなるか』祥伝社〈ノン・ポシェット〉、1991年4月。ISBN 4-396-31036-6。
- 『ノストラダムスの大予言』 2巻、祥伝社(出版) 小学館(発売)〈ノン・ブック〉、1979年12月。 - 2の副書名：1999年の破局を不可避にする大十字。
- 『ノストラダムスの大予言』 3巻、祥伝社(出版) 小学館(発売)〈ノン・ブック〉、1981年2月。 - 3の副書名：1999年の破滅を決定する「最後の秘詩」。
- 『影の軍団　近未来パニック・ロマン』双葉社〈Futaba novels〉、1981年8月。
  - 『影の軍団』双葉社〈双葉ポケット文庫〉、1983年7月。
- 『ファティマ・第三の秘密　法王庁が封じ続けた今世紀最大の予言 人類存亡の鍵を握る』祥伝社〈ノン・ブック〉、1981年9月。
- 『ノストラダムスの大予言』 4巻、祥伝社〈ノン・ブック〉、1982年7月。 - 4の副書名：1999年、日本に課された"第四の選択"。
- 『ノストラダムスの大秘法』祥伝社〈ノン・ブック〉、1983年4月。ISBN 4-396-10216-X。
- 『第三の黙示録　日本滅亡を狙う戦慄のコンロン計画』祥伝社〈ノン・ブック〉、1983年12月。ISBN 4-396-10227-5。
- 『2000年5月5日　ポール・シフト!?』三笠書房〈Mikasa books〉、1984年6月。ISBN 4-8379-3312-2。
- 『ハルマゲドンの大破局　ついに解読されたユダヤ予言の謎』光文社〈カッパ・ビジネス〉、1984年11月。ISBN 4-334-01174-8。
  - 『ハルマゲドンの大破局　ついに解読されたユダヤ予言の謎』光文社〈光文社文庫〉、1988年7月。ISBN 4-334-70779-3。
- 『幻の超古代帝国アスカ　ついに発見された人類最古の地球文明』祥伝社〈ノン・ブック〉、1985年5月。ISBN 4-396-10249-6。
- 『運命周期の大秘法』双葉社〈双葉文庫〉、1985年7月。
- 『ノストラダムスの大予言』 5巻、祥伝社〈ノン・ブック〉、1986年2月。ISBN 4-396-10260-7。 - 5の副書名：ついに解けた1999年・人類滅亡の謎。
- 『地球少年ジュン　ノストラ・コネクション』祥伝社〈ノン・ポシェット〉、1986年9月。ISBN 4-396-32031-0。
- 『地球少年ジュン　ノストラ・コネクション』 2巻、祥伝社〈ノン・ポシェット〉、1986年12月。ISBN 4-396-32041-8。
- 『The last day　地球終末の日はいつか』光文社〈光文社文庫〉、1987年1月。ISBN 4-334-70492-1。
- 『地球少年ジュン』 3巻、祥伝社〈ノン・ポシェット〉、1987年5月。ISBN 4-396-32050-7。
- 『ノストラダムスの大予言』 スペシャル日本編、祥伝社〈ノン・ブック〉、1988年1月。ISBN 4-396-10280-1。 - スペシャル日本編の副書名：人類の滅亡を救うのは「日の国」だ。
- 『1999年以後　ヒトラーだけに見えた恐怖の未来図』祥伝社〈ノン・ブック〉、1988年10月。ISBN 4-396-10287-9。
- 『カバラの幸運術　古代ユダヤの秘法 生まれた曜日があなたの運命を左右する』光文社〈カッパ・ブックス〉、1988年12月。ISBN 4-334-00478-4。
- 『ユダヤ深層予言　なぜ、ダニエルに「終末の日」が見えたか』祥伝社〈ノン・ブック〉、1989年9月。ISBN 4-396-10299-2。
- 『「1998年日本崩壊」エドガー・ケーシーの大予告　日本人これから10年戦慄の興亡』青春出版社〈プレイブックス〉、1990年2月。ISBN 4-413-01516-9。
- 『ノストラダムスの大予言』 中東編、祥伝社〈ノン・ブック〉、1990年11月。ISBN 4-396-10309-3。 - 中東編の副書名：中東危機は人類破局への序曲だ。
- 『聖徳太子「未来記」の秘予言　1996年世界の大乱、2000年の超変革、2017年日本は』青春出版社〈プレイブックス〉、1991年9月。ISBN 4-413-01563-0。
- 『ノストラダムスの大予言』 残された希望編、祥伝社〈ノン・ブック〉、1992年2月。ISBN 4-396-10322-0。 - 残された希望編の副書名：世界破滅を防ぐ日本の使命。
- 『エドガー・ケーシーの最終予告1998年"裁きの救世主"　その謎の正体は?そして人類の運命は…』青春出版社〈プレイブックス〉、1992年12月。ISBN 4-413-01592-4。
- 『イソップ物語の謎　隠された予言 "人類の遺産"が発信する戦慄のメッセージ』祥伝社〈ノン・ブック〉、1993年4月。ISBN 4-396-10334-4。
  - 『イソップ物語その恐ろしい真相　「オオカミ少年」「アリとキリギリス」…が暗示する人類の未来』祥伝社〈祥伝社文庫〉、1999年6月。ISBN 4-396-31124-9。 - 『イソップ物語の謎』（1993年刊）の増補。
- 『2000年聖徳太子からの最終告知　幻の予言書"先代旧辞"の封印は切られた その日、旧文明は全滅し、"新しいアマテラス"が来る』青春出版社、1993年12月。ISBN 4-413-03036-2。
- 『ノストラダムスの大予言』 地獄編、祥伝社〈ノン・ブック〉、1994年4月。ISBN 4-396-10349-2。 - 地獄編の副書名：1999年未知の超エルニーニョが地球を襲う。
- 『死活の書　ノストラダムスの超法則 1995～1999 and α? 〈迫り来るシレーヌの大破局〉を覆す恐るべき未来バイブル』青春出版社〈プレイブックス〉、1995年1月。ISBN 4-413-01629-7。
- 『アマラの法則　カルマを超える あなたは死後こうなる』祥伝社〈ノン・ブック〉、1995年8月。ISBN 4-396-10367-0。
- 『天と地の予言書　聖なる予言者〈聖徳太子〉の"救いの創世記" 「1999年ハルマゲドンか希望か」ノストラダムスを超える衝撃』青春出版社〈プレイブックス〉、1995年6月。ISBN 4-413-01642-4。
- 『1999年日本「大予言」からの脱出　終末を覆す「来るべきものたちの影」』光文社〈カッパ・ビジネス〉、1996年1月。ISBN 4-334-01310-4。
- 『赤い糸・黒い糸の書　ノストラダムス・幸運の秘法　見えない「愛と運命の糸」をひき寄せられる』青春出版社〈プレイブックス〉、1997年3月。ISBN 4-413-01686-6。
- 『神々の陰謀　ハルマゲドンの真の密約を追って』扶桑社、1997年3月。ISBN 4-594-02203-0。
  - 『世界最終戦争の秘密　日本と世界はこれからどうなっていくのか?』扶桑社〈扶桑社文庫〉、1999年5月。ISBN 4-594-02697-4。 - 『|神々の陰謀』（1997年刊）の増訂。
- 『アジア黙示録　ハルマゲドン・シフトが日本を襲う』光文社〈カッパ・ブックス〉、1997年10月。ISBN 4-334-00604-3。
- 『ノストラダムスの大予言』 最終解答編、祥伝社〈ノン・ブック〉、1998年7月。ISBN 4-396-10400-6。 - 最終解答編のサブタイトル：1999年、"恐怖の大王"の正体と最後の活路。
- 『ザ・ラスト・イヤー　「死海文書」・ノストラダムス・アインシュタイン日本人への最後の警告』光文社〈カッパ・ブックス〉、1998年11月。ISBN 4-334-00640-X。
- 『アザーズ　別のものが来る　ケーシー・ホーキング・ビルゲイツも予見する人類と日本の超・創世紀』青萠堂、2000年4月。ISBN 4-921192-00-6。
- 『聖母マリア悲しみの大予言　20世紀世界の権力者たちを陰で動かしてきた極秘手記』青春出版社〈プレイブックス〉、2000年7月。ISBN 4-413-01804-4。
- 『日本・原爆開発の真実　究極の終戦秘史　米国を戦慄させた破壊力と昭和天皇の決断』祥伝社〈ノン・ブック〉、2001年9月。ISBN 4-396-10421-9。
- 『イスラムvs.アメリカ「終わりなき戦い」の秘予言』青春出版社〈プレイブックス〉、2002年1月。ISBN 4-413-01851-6。
- 『やはり世界は予言で動いている　光と闇の奥書』青萠堂〈予言体系 1〉、2004年7月。ISBN 4-921192-22-7。
- 『未来仏ミロクの指は何をさしているか　2012年・25年・39年の秘予言　あなたと日本を破滅の近未来から救う書』青萠堂、2010年3月。ISBN 978-4-921192-64-8。
- 『H.G.ウェルズの予言された未来の記録』祥伝社、2013年4月。ISBN 978-4-396-61443-0。

### 共著
- 高橋猛 共著『生命の旗の下に　世界に拡がる妙法の輪』大和書房、1971年。
- 西丸震哉 共著『実説大予言　地球は冷え、乾き、人々は飢える』祥伝社(出版) 小学館 (発売)〈ノン・ブック〉、1974年。
- 飛鳥昭雄 共著『飛鳥昭雄×五島勉　ノストラダムスの正体と黙示録の真実　予言・預言対談』学研パブリッシング(出版) 学研マーケティング(発売)〈MU SUPER MYSTERY BOOKS〉、2012年12月。ISBN 978-4-05-405525-4。

### 編著
- 五島勉 編『日本の貞操』 続、蒼樹社、1953年。[33]
  - 『黒い春　米軍・パンパン・女たちの戦後』倒語社〈空洞の戦後叢書 2〉、1985年10月。
- 五島勉 編『戦後残酷物語　あなたの知らない時に』大和書房〈銀河選書〉、1963年。
  - 『戦後残酷物語　あなたの知らない時に』大和書房〈ペンギン・ブックス〉、1965年。
  - 五島勉 編『戦後残酷物語　あなたの知らない時に』大和書房〈ペンギン・ブックス〉、1968年。
- 五島勉 編『世界の廃墟物語　失なわれた栄華の跡を求めて』大和書房〈銀河選書〉、1965年。
  - 『世界の廃墟物語　失われた栄華の跡を求めて』光文社〈光文社文庫〉、1987年5月。ISBN 4-334-70552-9。
- 五島勉 編『戦後の暴力史　かくて悲劇はくりかえされるか……』大和書房〈ダイワブックス〉、1970年。